# Liste der Monuments historiques in Montbré
Die Liste der Monuments historiques in Montbré führt die Monuments historiques in der französischen Gemeinde Montbré auf.

## Liste der Objekte
| Bezeichnung               | Beschreibung                                                                 | Standort                                | Kennzeichnung | Schutzstatus    | Datum  | Bild |
| ------------------------- | ---------------------------------------------------------------------------- | --------------------------------------- | ------------- | --------------- | ------ | ---- |
| Zelebrantenstuhl          | Holz, 16. Jahrhundert; in einem Museum in Châlons-en-Champagne deponiert     | in der Kirche Notre-Dame-en-Vaux (Lage) | PM51000570    | Classé          | 1908   |      |
| Retabel                   | Stein, Anfang des 16. Jahrhunderts                                           | in der Kirche Notre-Dame-en-Vaux (Lage) | PM51000568    | Classé          | 1907   |      |
| Türflügel                 | Holz, Schmiedeeisen, 14. Jahrhundert; während des Ersten Weltkriegs zerstört | in der Kirche Notre-Dame-en-Vaux (Lage) | PM51001526    | Classé gelöscht | ? 1945 |      |
| Skulptur Madonna mit Kind | Holz, vergoldet, 18. Jahrhundert                                             | in der Kirche Notre-Dame-en-Vaux (Lage) | PM51003588    | Inscrit         | 1989   |      |
| Fünf Heiligenskulpturen   | Stein, 15. und 16. Jahrhundert                                               | in der Kirche Notre-Dame-en-Vaux (Lage) | PM51000569    | Classé          | 1908   |      |
| Kirchenfenster            | aus dem 16. Jahrhundert; während des Ersten Weltkriegs zerstört              | in der Kirche Notre-Dame-en-Vaux (Lage) | PM51001525    | Classé gelöscht | ? 1945 |      |